# Isolde Hallensleben
Isolde Hallensleben (Den Haag, 11 april 1975) is een Nederlands programmamaker, presentatrice en columnist.
Haar acteercarrière begon op achtjarige leeftijd op de Jeugdtheaterschool Rabarber in Den Haag. Gedurende haar middelbareschooltijd was ze te zien in de jeugdserie Hotel Amor, in twee afleveringen van 12 steden, 13 ongelukken, in korte films en theatervoorstellingen. Na het behalen van haar vwo-diploma studeerde ze enige jaren aan de Academie voor Beeldende Kunsten Sint-Joost te Breda. In het derde jaar ontwikkelde ze zich buiten de academie verder op allerlei vlakken als productie, scenario, montage, regie, animatie en storyboards.
Voor de schermen presenteerde ze het programma Proefdier bij Villa Achterwerk en ook Verre verwanten bij Teleac.
Ze werd met name bekend als jakhals van het eerste uur in De Wereld Draait Door. Vanaf 2007 presenteerde zij andere programma's voor de VARA zoals Wat heet! en Wat nu?! in de zomermaanden en Kinderen voor Kinderen. Ook presenteerde ze een paar keer De Wereld Draait Door.
Omdat ze niet wist of ze wel een bekende Nederlander wilde worden, ging zij weer even achter de schermen werken. Voor het themakanaal Cultura24 ontwikkelde zij het programma Vrw. Zkt. Knst. In 2009 werd ze het gezicht van dit wekelijkse programma over films, muziek, boeken, theater en beeldende kunst. Vanaf 2011 werd dit programma op Nederland 2 uitgezonden gedurende drie seizoenen.
Op 31 oktober 2009 zond de EO de documentaire Geloof het of niet: Christen en Isolde uit, waarin ze als agnost op zoek ging naar de status van het christelijke geloof onder jongeren in Nederland.
Op het gebied van kunst en cultuur werkt Hallensleben onder andere voor diverse filmfestivals en filmhuizen en binnen de literaire wereld. Voor de NTR presenteert zij diverse programma’s zoals Jonge Dansers, De Nederlandse Dansdagen, De Avond Van De Korte Film en De Grote NTR Muziek Kwis. Ook schrijft zij columns over dans voor het blad Scènes.
Op het gebied van wetenschap presenteerde Hallensleben onder meer Waar Gaat Dit Over?! (een wetenschapsquiz voor NPO Radio 1), Labyrint Radio (met Pieter van der Wielen) en De Wereld Leert Door (met Matthijs van Nieuwkerk en Diederik Jekel). Verder is zij werkzaam voor diverse wetenschappelijke organisaties en neemt zij zitting in de jury van de Academische Jaarprijs.
Daarnaast spreekt Hallensleben luisterboeken in, zoals Het pauperparadijs van Suzanna Jansen, Het Raadsel Van Alles Wat Leeft van (en samen met) Jan Paul Schutten en Hotel De Grote L van en met Sjoerd Kuyper.
Op Koningsdag 2021 presenteerde Hallensleben het Koningsdagalternatief televisieprogramma met koninklijk bezoek vanuit de Brainport Eindhoven.
Willem Nijholt (1980, 1981) · Leoni Jansen (1982) · Willem Ruis (1983, 1984) · Edwin Rutten (1985, 1986) · Ati Dijckmeester (1985, 1986) · Ron Brandsteder (1987) · Simone Kleinsma (1987) · Sonja Barend (1988) · Herman van Veen (1990) · Youp van 't Hek (1991) · Sylvia Millecam (1992) · Erik van Muiswinkel (1992) · Henk Westbroek (1992) · Coen Flink (1993) · Frank Groothof (1994) · Willem Ekkel (1994) · Peter Tuinman (1994) · Harry van Rijthoven (1994) · Carola Hamer (1994) · Paul de Leeuw (1995, 1996) · Menno Bentveld (1997) · Joep Onderdelinden (1998, 2020) · Marcel Faber (1998) · Aldith Hunkar (1999) · Marscha de Haan (2000) · Neel Brands (2000) · Maud Hawinkels (2001) · Klaas van der Eerden (2002, 2003, 2004) · Claudia de Breij (2004, 2005, 2009, 2012) · Jochem Myjer (2006) · Isolde Hallensleben (2007) · Jack van Gelder (2008) · Ali B (2008) · Frank Evenblij (2009) · Sara Kroos (2011) · Lex Uiting (2013, 2014, 2015, 2016, 2017) · Dolores Leeuwin (2013) · Dieuwertje Blok (2014) · Milouska Meulens (2015) · Anne Appelo (2018, 2019, 2020) · Pepijn Gunneweg (2018, 2019) · Plien van Bennekom (2020) · Kiefer Zwart (2020) · Ridder van Kooten (2020, 2021) · Esmée van Kampen (2021) · André Dongelmans (2021) · Jurre Geluk (2023)